# Konzentrationslager Caserma Diaz
Das KZ Caserma Diaz (campo di concentramento della Caserma Diaz di Fiume) war zur Zeit des Zweiten Weltkrieges ein italienisches Konzentrationslager des faschistischen Italien in einer ehemaligen Kaserne bei Rijeka (ital.: Fiume) und unterstand der II. Armata. Dort waren kroatische, serbische und slowenische Zivilisten interniert. Es gab 33 Todesfälle.
Heute wird das Gebäude von der Universität Rijeka genutzt.